# Gorky Park (banda)
Gorky Park (título internacional), Парк Горького (título ruso), es una banda de hard rock rusa formada en Moscú. Estuvo vigente entre 1987 y 2001, con una reunión en 2005. 
El grupo fue muy popular en Estados Unidos a finales de los 80s. gracias a su estilo musical y visual abiertamente occidentalizado, apoyado por la corriente soviética de apertura política en esa época (perestroika). De igual forma, se dio a conocer por utilizar estereotipos o imágenes cliché sobre los rusos en instrumentos, vestimentas y símbolos comunistas (incluyendo las iniciales del propio nombre formados con la hoz y el martillo). 
Fue la primera banda rusa en ganar radiodifusión por el canal MTV.

## Historia
En 1987, el guitarrista Alexey Belov, el vocalista Nikolai Noskov, el bajista Alexander "Big Sasha" Minkov, el guitarrista Jan Ianenkov y el baterista Alexander Lvov formaron Gorky Park. Stas Namin, un famoso músico soviético de los años setenta, se convirtió en el mánager de la agrupación. 
En Estados Unidos fueron ayudados por artistas como Frank Zappa, Jon Bon Jovi y Richie Sambora para asegurar un contrato con Mercury Records.
La banda lanzó su álbum debut en 1989. Su primer video, "Bang," recibió buena rotación en MTV. Sus dos sencillos siguientes, "Try to Find Me" y "Peace in Our Time," (en colaboración con Bon Jovi), recibieron radiodifusión.
Más tarde participaron en el famoso Moscow Music Peace Festival, junto a artistas de la escena Hard rock como Bon Jovi, Mötley Crüe, Skid Row, Cinderella, Ozzy Osbourne y Scorpions, lo que los ayudó a ganar aún más popularidad. 
A partir de ese momento se grabaron algunos discos más, seguidos de la salida de Alexander Minkov, que formó su propia agrupación. La banda permaneció inactiva por algunos años, hasta septiembre de 2007, donde realizaron una breve reunión y encabezaron el festival Bridge of Friendship and Warmth en Ereván, Armenia.
El 18 de noviembre de 2012 en Moscú, se realiza el "Crocus City Hall", concierto jubileo de Gorky Park por su 25 aniversario, donde se reúnen después de tiempo, Alexander Minkov, Alexei Belov, Yan Yanenkov, Alexander Lvov y, como invitado especial, Nikolai Noskov.

## Miembros

### Actuales
- Alexander "Big Sasha" Minkov-Marshal- voz principal (1990-1999, 2008, 2009, 2012-presente), el bajo (1987-1999, 2012-presente)
- Alexey Belov - guitarra, voz, teclados (1987-2001, 2005-presente)
- Yan Yanenkov - guitarra, coros (1987-1999, 2001, 2005-presente)
- Alexander "Sasha poco" Lvov - batería, percusión, coros (1987-1999, 2006, 2008, 2009, 2012-presente)

### Exmiembros
- Nikolai Noskov -  voz principal (1987-1990, 2012)
- Nikolai Kuzminykh - teclados (1996-2001) †

## Discografía

### Álbumes de estudio
| Año  | Título         | Etiqueta                | US | Lanzamiento                 |
| 1989 | Gorky Park     | Mercury Records         | 80 | Europa Estados Unidos Rusia |
| 1993 | Moscow Calling | BMG International, N.V. | -  | Europa Estados Unidos Rusia |
| 1996 | Stare          | Nox Music               | -  | Europa Estados Unidos Rusia |
| 1998 | Protivofazza   | Nox                     | -  | Rusia                       |

"-" – Álbum no ingresó a listas o no fue lanzado en el país

### Sencillos
| Año  | Título              | Máxima posición | Álbum          |
| Año  | Título              | US              | Álbum          |
| ---- | ------------------- | --------------- | -------------- |
| 1989 | "Bang"              | -               | Gorky Park     |
| 1989 | "Try to Find Me"    | 81              | Gorky Park     |
| 1989 | "Peace in Our Time" | -               | Gorky Park     |
| 1992 | "Moscow Calling"    | -               | Moscow Calling |
| 1996 | "Stare"             | -               | Stare          |